# Serie 230-4001 a 4030 de Renfe
La Serie 230-4001 a 4030 de RENFE fue un conjunto de locomotoras de vapor de 55,5 toneladas pertenecientes originalmente a la compañía MZA, donde constituyeron la Serie de 651 a 680. Tras la Guerra Civil y la creación de RENFE fueron renumeradas. Las 230-4004 a 4105 corresponden a las dos últimas unidades transformadas con recalentador. En 1960 se desguaza la 230-4009. La 651 (Renfe 230-4001) fue preservada para el Museo Nacional del ferrocarril de Madrid.